# Шерл
Шерл (от нем. Schörl), или чёрный турмалин, также шерлит — минерал подкласса кольцевых боросиликатов; разновидность турмалина, отличающаяся наличием в кристаллической решётке натрия и двухвалентного железа. Непрозрачен (в отличие от других разновидностей турмалина). Обладает насыщенным чёрный цветом, что обусловлено присутствием атомов железа. Используется в промышленности (в основном как пироэлектрик и пьезоэлектрик) и, ограниченно, в ювелирном деле и для изготовления поляризационных фильтров в оптике.
В XIX веке и ранее «шерлом» назывались турмалины вообще, совершенно обычны были словосочетания «зеленоватые шерлы» или «жёлтый шерл», и только к середине XX столетия термин окончательно устоялся в современном значении. Таким образом, теперь словом «шерл» называется то же самое, что в старых описаниях должно было выглядеть как «чёрный шерл».

## Описание, распространение
Химическая формула минерала — NaFe2+3Al6Si6O18(BO3)3(OH)4. В качестве примесей вместо двухвалентного железа могут выступать магний, марганец и трёхвалентное железо.

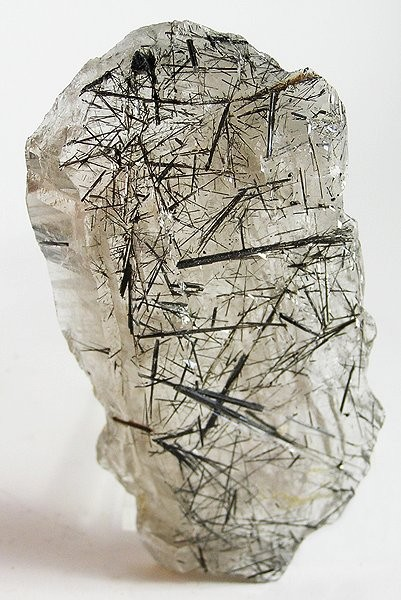
Турмалиновый кварц (кварц с кристаллами шерла) из Бразилии

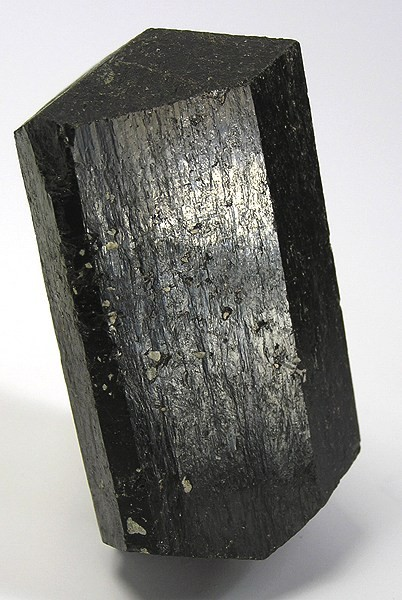
Кристалл шерла из Западной Австралии

Кристаллизуется в виде столбчатых призм, для граней которых характерна глубокая штриховка, параллельная направлению удлинения. Призмы имеют в сечении форму сферических треугольников.
Шерл — минерал, широко распространённый в земной коре. Наиболее крупные его месторождения находятся в Бразилии, Великобритании, Германии и США.
Иногда минерал встречается не в форме призм, а в виде агрегатов игольчатых кристаллов.
Разновидность шерла из месторождения Крагерё (Норвегия), имеющая свойство пениться при сильном нагревании, называется африцитом (от греч. aphrizein — пениться).
Прозрачный бесцветный кварц, содержащий тонкие игольчатые кристаллы чёрного турмалина, называется турмалиновым кварцем. Встречаются образцы, в которых черные иголки турмалина образуют внутри кварца причудливые узоры.

## Использование
Использование минерала в промышленности определяется его пироэлектрическими и пьезоэлектрическими свойствами. Применяется при изготовлении высокоточных клапанов, датчиков температуры и давления.
В ювелирном деле шерл шлифуют в форме кабошона для использования в бижутерии. В Великобритании и некоторых других странах используется для изготовления траурных украшений — брошей, бус, серёг. Кроме того, из шерла (а также из турмалинового кварца) делают письменные приборы, пресс-папье и другие декоративные предметы.
В оптике используется для производства поляризационных фильтров. Кристаллы турмалина являются хорошим поляризатором — уже при толщине кристалла турмалина около 1 мм в них практически полностью поглощается обыкновенный луч.